# Ростовский театр кукол
Ростовский государственный театр кукол — кукольный театр, основанный в Ростове-на-Дону в 1935 году. Расположен в здании по Университетскому переулку, дом 46, которое в начале 2020 года передано РПЦ.
В октябре 2020 года здание с мозаикой на фасаде признано объектом культурного наследия.

## История театра
Ростовский государственный театр кукол является одним из старейших в стране. Его история начинается с группы кукольников, начавших работать для детей ещё в 20-е годы XX столетия: М. Кушнаренко, Н. Смирнова, А. Дора и другие. Открылся в 1935 году.
Театром руководили известные режиссёры: Борис Сахновский — ученик К. С. Станиславского, Леонид Стельмахович — ученик В. Э. Мейерхольда.
Более 35 лет художественное руководство возглавлял ученик С. В. Образцова — Владимир Былков.
За время существования театра было поставлено более трёх сотен спектаклей.
В репертуаре Ростовского государственного театра кукол, есть такие спектакли, как «Репка», «Иван-Царевич и Серый волк», «Муха-цокотуха», «Теремок», «Марьюшка и баба Яга», «У страха глаза велики», «Золотой чай», «Пират Сладкоежка», «Русалочка», «Волк и козлята», «Буратино», «Красная Шапочка» и многие другие.
С августа 2023 г. по апрель 2024 г. в театре работал поэт, драматург, актёр театра и кино Николай Шарифулин.

### История выселения театра
Нынешнее здание театра было построено в середине 1960-х годов на месте разрушенной Благовещенской греческой церкви, существовавшей здесь с 1909 года и переоборудованной в детскую техническую станцию в 1930-х годах. Строительство Театра кукол было выполнено на фундаменте церкви с частичным использованием сохранённых при сносе церковных стен.

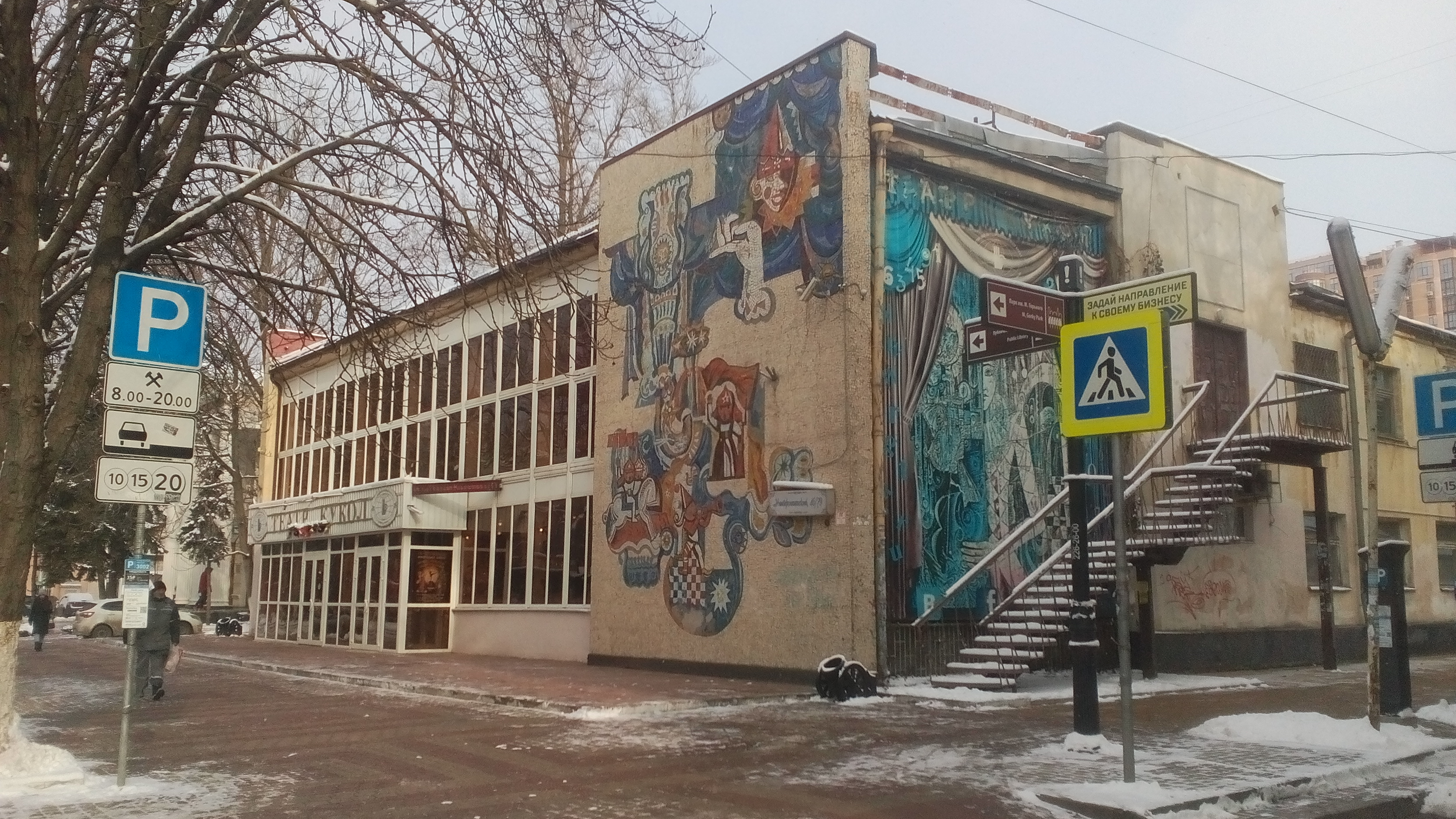
Общий вид здания

Идея выселить кукольный театр из его здания впервые появилась в начале 2000-х годов. Мотивировали эту идею тем, что здание театра находится на месте бывшей греческой церкви. Позже городские власти предоставили место под строительство церкви, неподалёку, около публичной библиотеки. Но чуть позже епархия обратилась в министерство имущественных отношений Ростовской области, ссылаясь на несуществующий закон о возврате церковных земель, с требованием вернуть ей здание.
В мае 2014 года Издательский дом «Крестьянин» (Ростов-на-Дону) организовал сбор подписей с целью не допустить выселения Ростовского государственного театра кукол из здания, на которое претендует Ростовская епархия.
В начале марта 2016 года заместитель губернатора С. Бондарев заявил, что здание театра передаётся РПЦ. Театр должен переехать не позднее 30 октября 2019 года. В 2020 году министерство культуры Ростовской области, епархия и театр кукол подписали договор о совместном пользовании зданием, согласно которому театр продолжил располагаться по прежнему адресу, хотя сам дом перешёл в собственность церкви. Проблема была разрешена только в декабре 2023 года, когда здание театра кукол вернулось в государственную собственность, а церковь получила взамен два других дома вблизи Соборной площади.